# Eligio Martínez
Eligio Martínez (Itá, 21 juli 1955 – Asuncion, 10 september 2024) was een Paraguayaans-Boliviaans voetballer, die speelde als verdediger. Hij beëindigde zijn actieve loopbaan in 1994 bij de Boliviaanse club The Strongest.

## Clubcarrière
Martínez begon zijn professionele loopbaan bij Club Bolívar en kwam daarnaast uit voor de Boliviaanse topclubs Club Jorge Wilstermann en The Strongest. Met die laatste club won hij tweemaal de Boliviaanse landstitel.

## Interlandcarrière
Martínez speelde in totaal veertien interlands voor Bolivia, alle in het jaar 1989. Onder leiding van bondscoach Jorge Habegger maakte hij zijn debuut op 25 mei 1989 in de vriendschappelijke thuiswedstrijd tegen Paraguay (3-2), net als Francisco Takeo, Erwin Sánchez, Miguel Rimba, Vladimir Soria en Arturo García. Laatstgenoemde scoorde tweemaal in die wedstrijd. Martínez nam in dat jaar met Bolivia deel aan de strijd om de Copa América in Brazilië. Hij was de enige speler die in 1989 in alle veertien duels van Bolivia in actie kwam.
Martínez overleed op 10 september op 69-jarige leeftijd.
| Interlands van Eligio Martínez voor Bolivia | Interlands van Eligio Martínez voor Bolivia | Interlands van Eligio Martínez voor Bolivia | Interlands van Eligio Martínez voor Bolivia | Interlands van Eligio Martínez voor Bolivia | Interlands van Eligio Martínez voor Bolivia |
| №                                           | Datum                                       | Wedstrijd                                   | Uitslag                                     | Competitie                                  | Goals                                       |
| Als speler van The Strongest                | Als speler van The Strongest                | Als speler van The Strongest                | Als speler van The Strongest                | Als speler van The Strongest                | Als speler van The Strongest                |
| ------------------------------------------- | ------------------------------------------- | ------------------------------------------- | ------------------------------------------- | ------------------------------------------- | ------------------------------------------- |
| 1                                           | 25 mei 1989                                 | Bolivia – Paraguay                          | 3 – 2                                       | Vriendschappelijk                           | 0                                           |
| 2                                           | 1 juni 1989                                 | Paraguay – Bolivia                          | 2 – 0                                       | Vriendschappelijk                           | 0                                           |
| 3                                           | 8 juni 1989                                 | Bolivia – Uruguay                           | 0 – 0                                       | Vriendschappelijk                           | 0                                           |
| 4                                           | 14 juni 1989                                | Uruguay – Bolivia                           | 1 – 0                                       | Vriendschappelijk                           | 0                                           |
| 5                                           | 22 juni 1989                                | Bolivia – Chili                             | 0 – 1                                       | Vriendschappelijk                           | 0                                           |
| 6                                           | 27 juni 1989                                | Chili – Bolivia                             | 2 – 1                                       | Vriendschappelijk                           | 0                                           |
| 7                                           | 4 juli 1989                                 | Uruguay – Bolivia                           | 3 – 0                                       | Copa América                                | 0                                           |
| 8                                           | 6 juli 1989                                 | Ecuador – Bolivia                           | 0 – 0                                       | Copa América                                | 0                                           |
| 9                                           | 8 juli 1989                                 | Chili – Bolivia                             | 5 – 0                                       | Copa América                                | 0                                           |
| 10                                          | 10 juli 1989                                | Argentinië – Bolivia                        | 0 – 0                                       | Copa América                                | 0                                           |
| 11                                          | 20 augustus 1989                            | Bolivia – Peru                              | 2 – 1                                       | WK-kwalificatie                             | 0                                           |
| 12                                          | 3 september 1989                            | Bolivia – Uruguay                           | 2 – 1                                       | WK-kwalificatie                             | 0                                           |
| 13                                          | 10 september 1989                           | Peru – Bolivia                              | 1 – 2                                       | WK-kwalificatie                             | 0                                           |
| 14                                          | 17 september 1989                           | Uruguay – Bolivia                           | 2 – 0                                       | WK-kwalificatie                             | 0                                           |

## Erelijst
The Strongest
- Liga de Fútbol

1986, 1989